# Médicos pelo Brasil
O programa de saúde Médicos pelo Brasil, é o programa que iria substituir o Mais Médicos, criado em 2013, no governo de Dilma Rousseff. Contudo, com o retorno de Lula da Silva ao poder os planos mudaram e o programa Médicos pelo Brasil é que está sendo integrado ao Programa Mais Médicos.
O programa foi  lançado pelo presidente Jair Bolsonaro e o ministro da Saúde, Luiz Henrique Mandetta, em 1 de agosto de 2019.  No lançamento o presidente  fez duras críticas ao Mais Médicos e afirmou que o objetivo do programa criado pela então presidente Dilma Rousseff era formar “núcleos de guerrilha no Brasil”. O programa  excluiu pelo menos 1,1 mil profissionais que participaram da iniciativa do governo Dilma Rousseff – embora a incorporação de todos os que estivessem trabalhando no Mais Médicos em 13 de novembro de 2018 estivesse garantida pela lei que criou o programa Médicos pelo Brasil.
O programa pretendia intensificar a formação de profissionais médicos como especialistas em medicina de família e comunidade. O principal objetivo do programa era a interiorização de médicos pelo país, especialmente nas regiões mais remotas e desassistidas com a transferência da provisão de serviços sociais ao setor privado.

## Objetivos
O principal objetivo do programa era a priorização da prestação de serviços médicos na atenção primária de saúde no Sistema Único de Saúde (SUS), principalmente em municípios pequenos e remotos do Brasil, locais de difícil provimento ou alta vulnerabilidade; além de desenvolver e intensificar a formação de especialistas em medicina de família e comunidade. Outros objetivos incluem:
- promoção do acesso universal e igualitário da população às ações e serviços do SUS, especialmente nos locais de difícil provimento ou alta vulnerabilidade;
- fortalecimento da Atenção Primária à Saúde (APS) com ênfase na saúde da família e a humanização da atenção[10];
- valorizar os médicos da atenção primária à saúde, principalmente no âmbito da saúde da família;
- desenvolver e intensificar a formação de médicos especialistas em medicina de família e comunidade e estimular a presença de médicos no SUS;
- aumentar a provisão de médicos em locais de difícil provimento ou de alta vulnerabilidade[11] (aumento do atual número de 6 mil Médicos de Família e Comunidade para cerca de 45 mil)[10].

A Lei Nº 13.958, de 18 de dezembro de 2019 define "locais de difícil provimento" como:
- Municípios de pequeno tamanho populacional, baixa densidade demográfica e distância relevante de centros urbanos, nos termos de ato do Ministro de Estado da Saúde, conforme classificação estabelecida pela Fundação Instituto Brasileiro de Geografia e Estatística (IBGE); e
- Distritos Sanitários Especiais Indígenas, comunidades remanescentes de quilombos ou comunidades ribeirinhas, incluídas as localidades atendidas por unidades fluviais de saúde, nos termos de ato do Ministro de Estado da Saúde;

- Locais de alta vulnerabilidade são: localidades com alta proporção de pessoas cadastradas nas equipes de saúde da família e que recebem benefício financeiro do Programa Bolsa Família, benefício de prestação continuada ou benefício previdenciário no valor máximo de 2 (dois) salários-mínimos, nos termos de ato do Ministro de Estado da Saúde[11].

## Resultados
Após a saída dos médicos do Mais Médicos foram registrados aumento da mortalidade infantil, não somente da população indígena, mas com a falta de médicos ocasionada pela descontinuidade do programa, a mortalidade infantil cresceu em diversas cidades que deixaram de ter médicos disponíveis no ano de 2019.. Cresceu também o número de internações de crianças por pneumonia. Apesar disto, o orçamento para saúde em 2021 foi 22% menor que de 2020, um corte de R$ 35 bilhões.
Em maio de 2022, o Médicos pelo Brasil, fez a solicitação de 30 profissionais. Desses, 24 deveriam começar a trabalhar em maio e seis no mês de junho.  Em agosto os planos não se concretizaram, em vez disso, a perda de equipes médicas que atuam em regiões de vulnerabilidade aumentou.

## Histórico

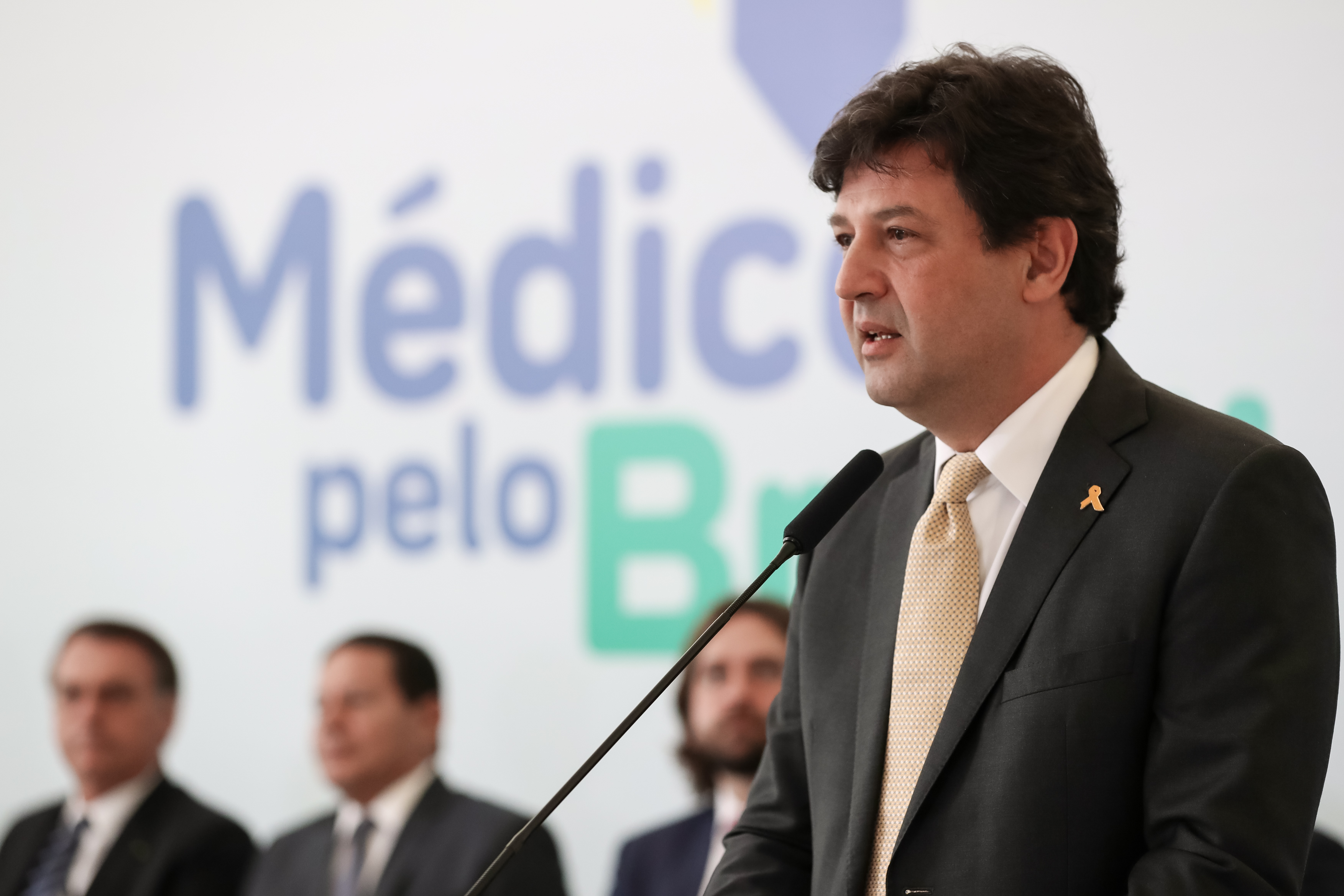
Ministro de Estado da Saúde, Luiz Henrique Mandetta

O movimento pelo novo programa já vinha sendo anunciado desde  2016, com a redução de investimentos em Residência Médica, Provimento e Infraestrutura, e agudizado com a saída de 8.500 médicos cubanos do programa federal. O Mais Médicos seria substituído por um novo projeto, inicialmente intitulado de "Mais Saúde".  Em novembro de 2018, para ocupar 8.517 vagas abertas após a saída de médicos cubanos no programa Mais Médicos, o governo lançou editais para brasileiros formados no Brasil e no exterior - mesmo sem ter feito o Revalida - terem prioridade para se inscrever no programa. As editais ao invés de somar profissionais, trocou o problema de lugar.  
Os médicos sairam de um serviço do SUS para atender em outro, o município de origem fica desassistido, independente se esses médicos se deslocam da atenção básica ou da especializada. Principalmente o norte e nordeste onde todos os estados têm municípios com perfil de extrema pobreza e necessitavam da dedicação desses profissionais não ganhou com as editais para brasileiros formados no Brasil e no exterior”.  Em dezembro, depois da primeira fase de seleção, muitas vagas não foram ocupadas, a maioria estava nos distritos indígenas. A saída dos médicos cubanos do Programa deixou 600 mil amazonenses sem assistência médica.
Após a eleição do governo Bolsonaro, no final de 2018, o antigo programa de saúde estava fadado ao fim. O novo governo fez parte de toda sua campanha o discurso de que programas como o Mais Médicos só serviam pra desviar recursos do país para enriquecer a plutocracia comunista de Cuba. O presidente também criticou a qualificação dos profissionais cubanos e apontou que há "um montão de terrorista no meio dos deles". Governo federal decidiu em fevereiro de 2019 encerrar o Programa e substituí-lo por um novo projeto. Os profissionais contratados em fevereiro seriam os últimos a cumprir o contrato de três anos, ao fim do qual não seriam substituídos.
Ministério da Saúde publicou um edital do Mais Médicos, em maio, a fim de reforçar a assistência de saúde para áreas de difícil acesso no interior do país abrindo cerca de 2 mil vagas e informou que o novo programa para levar profissionais ao interior do país deveria ter valores diferentes de remuneração em cidades mais distantes dos grandes centros.
Uma medida provisória do governo em novembro de 2019, prometeu 18 mil vagas para médicos, sendo cerca de 13 mil em municípios pequenos e de difícil acesso ao atendimento. São sete mil vagas a mais do que o Mais Médicos, de acordo com o Ministério da Saúde. Apesar das críticas aos médicos cubanos, o programa sancionado pelo presidente Bolsonaro permite o retorno dos médicos cubanos que atuaram no programa Mais Médicos por até dois anos. Apesar das críticas e objeções do presidente,  em 18 de maio o Diário Oficial da União  publicou a portaria n.º 31  com os nomes de 157 médicos cubanos aptos para atuar no Mais Médicos.
Em 01/08/2019, o governo publicou a Medida Provisória 890/2019, que instituiu o Programa Médicos Pelo Brasil e autorizou o Executivo a Agência para o Desenvolvimento da Atenção Primária à Saúde (Adaps). Essa MP deu origem à Lei 13.958, que foi aprovada pelo poder Legislativo em 18 de dezembro de 2019.
Em fevereiro de 2020, devido a dificuldade de médicos de participar do programa sem que se percam suas vagas na residência, caso não iniciado o curso imediatamente à aprovação, o projeto de Lei  8/20 que passa a permitir licença da residência médica, pelo prazo de até 30 meses, para participar dos programas Mais Médicos e Médicos pelo Brasil, foi aprovado alterando a Lei 6.932/81, que regula as atividades do médico residente.
Em outubro, os médicos cubanos voltam a trabalhar no Mais Médicos pelo período de dois anos, mas não haverá prorrogação do contrato, porque o programa Mais Médicos será totalmente substituído pelo projeto Médicos pelo Brasil.

## Processo seletivo
O governo lançou o programa Médicos pelo Brasil, em 2019, mas somente em 2022 abriu o primeiro edital de contratação.  O número de médicos em 2022 representa a menor quantidade desde 2013, ano em que o programa Mais Médicos foi lançado.

### Para médicos de família e comunidade
Para atuar como médico de família e comunidade, os profissionais deverão possuir Registro no conselho Regional de medicina (CRM) , e participar de um processo seletivo, constituído por três fases. A primeira fase corresponde a uma prova objetiva. Na segunda fase, os candidatos deverão realizar 2 anos de curso de formação, com avaliações semestrais.  Já a terceira fase do processo seletivo corresponde a aplicação de uma prova final e, caso aprovados os candidatos recebem o título de especialista em Medicina de Família e Comunidade (MFC). Além disso, durante o curso de formação, que abrange atividades de ensino, pesquisa e extensão, o candidato perceberá bolsa-formação , mas sem qualquer vínculo empregatício. A processo seletivo pode ser entendido da seguinte forma:
- É aberto a todos os médicos com CRM;
- 3 fases:
  1. Prova objetiva ;
  2. 2 anos de curso de formação, com avaliações semestrais + prova final. ao final do curso, recebem o título de especialista em Medicina de Família e Comunidade[36];
    - Durante o curso de formação, que abrange atividades de ensino, pesquisa e extensão, o candidato perceberá bolsa-formação , mas sem qualquer vínculo empregatício

  3. A prova final, escrita[11].

### Para o médico tutor
Para atuar como médico tutor, o profissional deverá obrigatoriamente ser formado em medicina de família e comunidade ou clínica médica.  Além disso, deverá passar por um processo seletivo que ocorrerá por meio  aplicação de uma prova teórica com caráter eliminatória. Após a sua aprovação no programa, o profissional atuará supervisionando o curso da 2 ª fase do processo seletivo e exercendo suas funções competentes a Estratégia de Saúde da Família (ESF):
- supervisionar o curso da 2a fase do processo seletivo
- profissionais especialistas em medicina de família e comunidade ou de clínica médica, ambos com registro profissional, que serão contratados via CLT e atenderão em unidade de saúde da família[36].

## Remuneração
Também haverá gratificações nessa contratação que é via CLT. O primeiro nível salarial poderá chegar a R$ 21 mil e a R$ 31 mil, conforme a localidade de atuação.

## Atuação do Ministério da Saúde
O Ministério da saúde (MS) irá atuar supervisionando a Adaps, que será a organização responsável pela execução do programa. Além disso ele deverá definir quais os municípios qualificados a participar do programa de acordo com as definições de difícil provimento ou alta vulnerabilidade, sendo a inscrição de cada um feita por meio de um termo de adesão entre ministério e município, no qual constará suas futuras obrigações. Também irá atuar definindo uma forma para que os usuários possam participar por meio da avaliação do funcionamento e do cumprimento de metas do programa. Ademais, O MS deverá divulgar os procedimentos e requisitos para a adesão dos municípios, o número final dos municípios incluídos e, também, a relação de médicos que irá participar. 

## Gestão e supervisão da Adaps
O Conselho Fiscal será composto por dois representantes indicados pelo Ministério da Saúde e um indicado pelo Conselho Deliberativo. O Conselho Fiscal deverá fiscalizar a gestão orçamentária da Adaps, incluindo os atos do Conselho Deliberativo e da Diretoria Executiva. Além disso, deverá se manifestar sobre o balanço anual e a prestação de contas.

## COVID-19
O Médicos pelo Brasil se restringe aos locais de difícil provimento, assim considerados os municípios de pequeno tamanho populacional, baixa densidade demográfica e distância relevante de centros urbanos. O programa atende aos locais de alta vulnerabilidade, consistentes nas localidades com alta proporção de pessoas cadastradas nas equipes de saúde da família e que recebem benefício financeiro do Programa Bolsa Família, de prestação continuada ou previdenciário no valor máximo de dois salários-mínimos. Representantes pediram o reconhecimento de calamidade pública ao governo federal diante da pandemia, permitindo que o Executivo gaste mais do que o previsto e desobedeça às metas fiscais para custear ações de combate ao COVID-19. Devido a  Lei nº 13.958, de 18 de dezembro de 2019, a Agência para o Desenvolvimento da Atenção Primária à Saúde (Adaps) e todos os mais de 5 mil municípios brasileiros, não podem subcontratar os médicos selecionados e contratados pela agência. O ônus da contratação fica sob a responsabilidade dos municípios. 
Pela falta de flexibilidade, planejamento e previsão de pandemias do Médicos pelo Brasil, o governo foi forçado a reativar os Mais Médicos, a tentar reunir profissionais médicos adicionais, inclusive médicos cubanos. Entretanto, até Março de 2020 o governo brasileiro não fez nenhum contato com Cuba para possível retomada da parceria e também, Cuba não deve reverter a decisão de retirar seus médicos do programa Mais Médicos, tomada após uma série de manifestações do presidente do Brasil contra as equipes que atuavam em todo território nacional.
Dois editais emergenciais  para preenchimento de 5,8 mil vagas médicas em 1.864 municípios, em resposta ao cenário de emergência internacional e nacional, foram lançados pelo Ministério da Saúde, no dia 11 de março de 2020. Os profissionais serão admitidos por meio do programa Mais Médicos. O Ministério da Saúde está envidando esforços para concretizar a chamada especial de cubanos. Contudo, o  Programa Mais Médicos informa que "a entrada desses médicos depende de ações e articulações institucionais com diversos órgãos federais e internacionais, mas a chamada especial para médicos cubanos somente será possível e viável após o encerramento da chamada emergencial regida pelo Edital SAPS/MS nº 6/2020".
Devido a gravidade da pandemia e inflexibilidade do programa Médicos pelo Brasil,  médicos oriundos da cooperação internacional com Cuba foram reincorporados pelo Projeto Mais Médicos. Mais de 6,6 mil médicos seriam contratados para o combate ao coronavírus. Foram ofertadas, inicialmente, 5 mil vagas para os municípios, com a confirmação final de 4.652 posições pelas gestões locais, das quais 595 foram destinadas ao cargo de tutores médicos e 4.057 para médicos bolsistas. Dessas ofertas foram anunciadas as contratações de 529 médicos para os mais de 5 mil municípios brasileiros.